# Atractylocarpus neocaledonicus
Atractylocarpus neocaledonicus là một loài Rêu trong họ Dicranaceae. Loài này được (Broth. & Paris) R.S. Williams mô tả khoa học đầu tiên năm 1928.